# Rolands Knappen (Oper)
Die Oper Rolands Knappen oder Das ersehnte Glück ist Albert Lortzings letzte abendfüllende Oper. Sie ist zugleich hochkomisch und tieftraurig. Mit diesem Werk reagierte der Komponist auf das Scheitern der republikanischen Aufstände von 1848. 
Lortzing hat offenbar, da sein Text zahlreiche politische Anspielungen enthielt, mit „G.M.“ einen fremden Librettisten vortäuschen müssen. 
Seine „Märchenoper“ folgt sehr lose dem Musäus-Märchen Rolands Knappen, sie erzählt die Irrfahrten dreier heimkehrender Ritterknechte des gefallenen Helden Roland. 
Lortzing nutzt diese Vorlage, um in phantastischen Verkleidungen die Selbstgefälligkeit der preußischen Regierung zu spiegeln, insbesondere den Militarismus dieses Staates und die Weltfremdheit und Ignoranz des Königs Friedrich Wilhelm IV. In einem Kehrreim wird z. B. gesungen: „Und das soll eine Weltordnung sein?“
Rolands Knappen wurde 1849 in Leipzig uraufgeführt, allerdings mit starken Strichen der Zensur, das Publikum verstand dennoch, worum es ging und reagierte mit Beifall. Nach wenigen Aufführungen wurde das Stück abgesetzt, vorgeblich wegen Erkrankungen im Ensemble. 
Ohne jede Zensur, also eigentlich uraufgeführt wurden Rolands Knappen erst im Frühjahr 2005 in Freiberg, unter der Regie von Ingolf Huhn.